# 13번째 전사
《13번째 전사》(영어: The 13th Warrior)는 1999년 미국에서 개봉한 액션 역사소설영화이다. 주연 안토니오 반데라스가 아메드 이븐 파할란 역, 블라디미르 쿨리치가 불리위프 역을 맡았다. 마이클 크라이턴의 소설 시체를 먹는 사람들(Eaters of the Dead)를 원작으로 만들어졌다. 흥행에 실패하였다. 제작 및 마케팅 비용은 1억 6천만 달러이나 전세계 박스오피스에서 6천 100만 달러의 수익을 올리는데 그쳤다.

## 줄거리
아메드 이븐 파할란(안토니오 반데라스)은 바그다드 칼리프의 시인이다. 그가 명망높은 귀족의 아내와 사랑에 빠지자 격분한 그녀의 남편이 칼리프에게 항의했고 결국 칼리프는 그를 북부 야만국인 투쑤크 블라드 왕국의 대사로 임명시키게 된다.

## 출연
- 안토니오 반데라스: 아메드 이븐 파할란 역
- 다이앤 베노라: 여왕 역
- 블라디미르 쿨리치: 불리위프 역
- 데니스 스토로이: 헤거 역
- 오마 샤리프: 멜키시덱 역
- 클라이브 러셀: 헬프데인 역
- 리차드 브레머: 스켈드 역
- 토니 커런: 웨스 역
- 에릭 아바리: 카라반 리더 역
- 스벤 볼터: 흐로스가르 왕 역
- 아스뵨 베어 리스: 할가 역

## 한국판 성우진(KBS) (2002년 5월 11일)
- 홍시호 - 이븐(안토니오 반데라스)
- 안경진 - 윌루(다이앤 베노라)
- 최병상 - 허거(데니스 스토로이)
- 설영범 - 불바이(블라디미르 쿨리치)
- 유강진 - 멜치시덱(오마 샤리프)
- 이완호 - 국왕(스벤 볼터)
- 나수란 - 예언가(투리드 볼크스)
- 한상덕 - 전사(아스뵨 리스)
- 문영래 - 전사(미샤 하우서먼)
- 김준 - 전사(리처드 브레머)
- 윤병화 - 웨스(토니 커런)
- 장승길 - 국왕의 아들(앤더스 T. 앤더슨)
- 임성표 - 헤프데인(클라이브 러셀)
- 황재경 - 올가(마리아 보네비)
- 문관일 - 국왕의 신하(존 베어 커티스)
- 서문석 - 이베토(다니엘 서던)

## 사운드트랙
1. Old Bagdad
2. Exiled
3. Semantics
4. The Great Wall
5. Eaters of the Dead
6. Viking Heads
7. The Sword Maker
8. The Horns of Hall
9. The Fire Dragon
10. Honey
11. Cave of Death
12. Swing Across
13. Mother Wendols Cave
14. Underwater Escape
15. Valhalla-Viking Victory
16. A Useful Servant